# Sanok

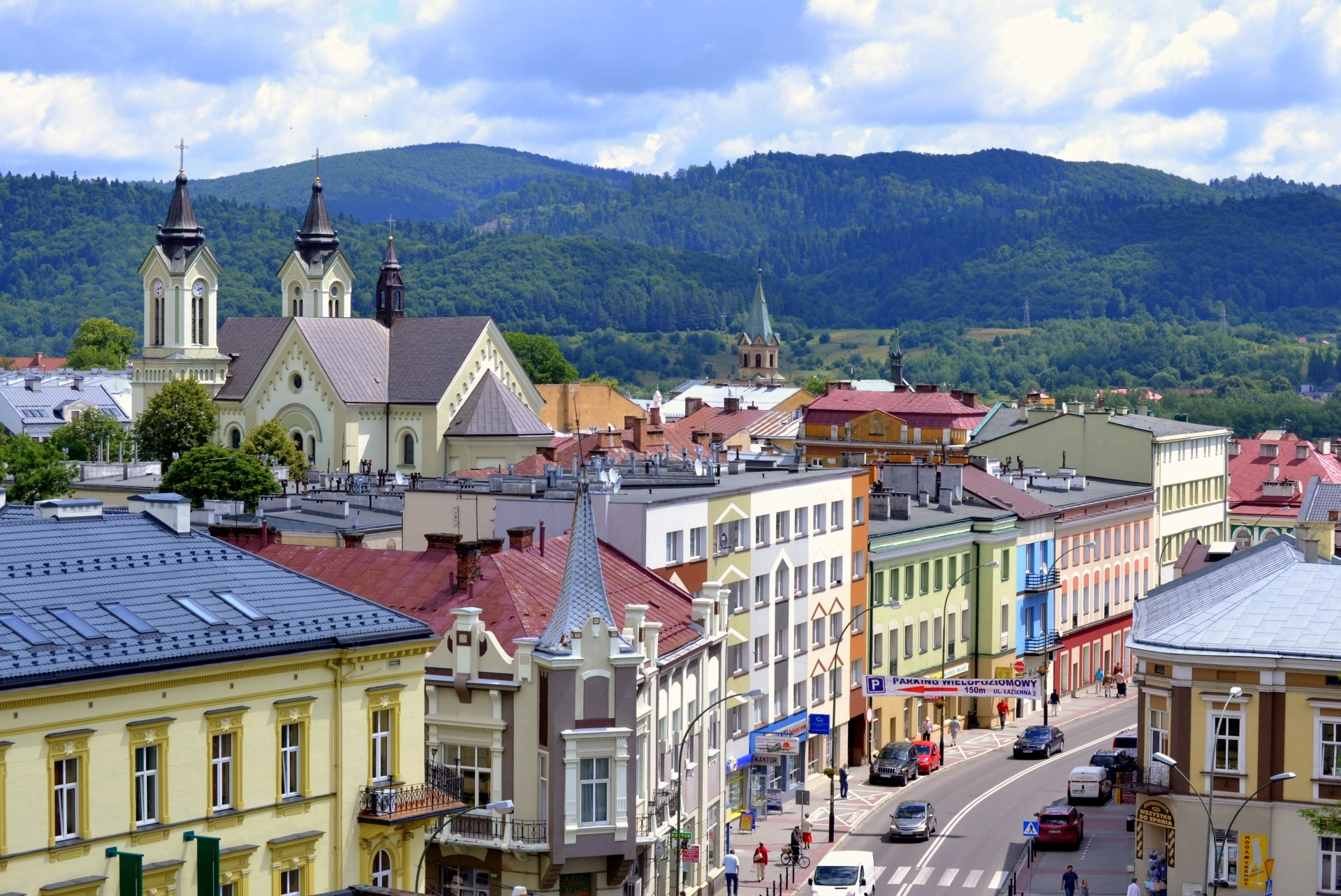
La rue commerçante de Kościuszko.

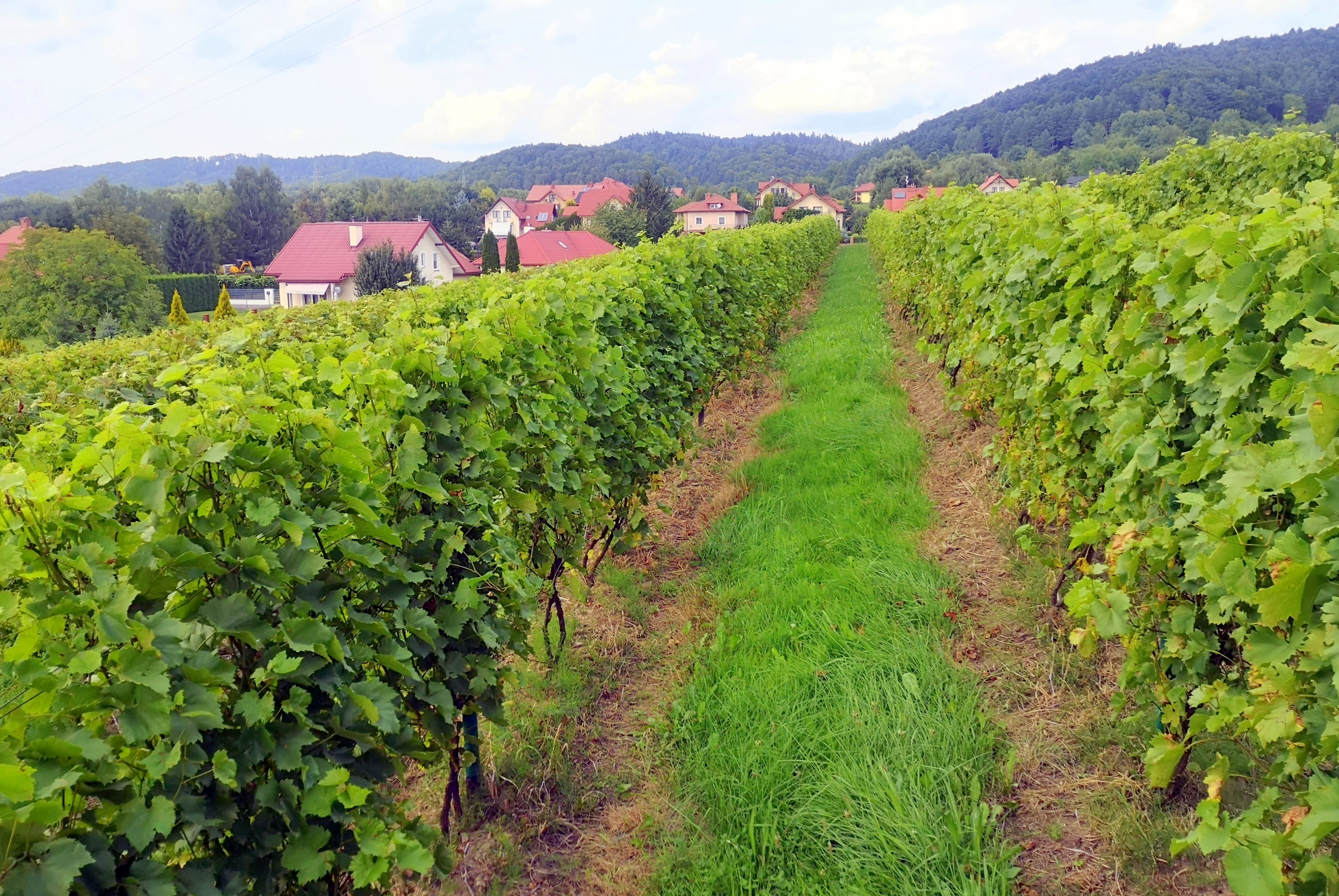
Le vignoble de la Vallée de la San à Sanok.

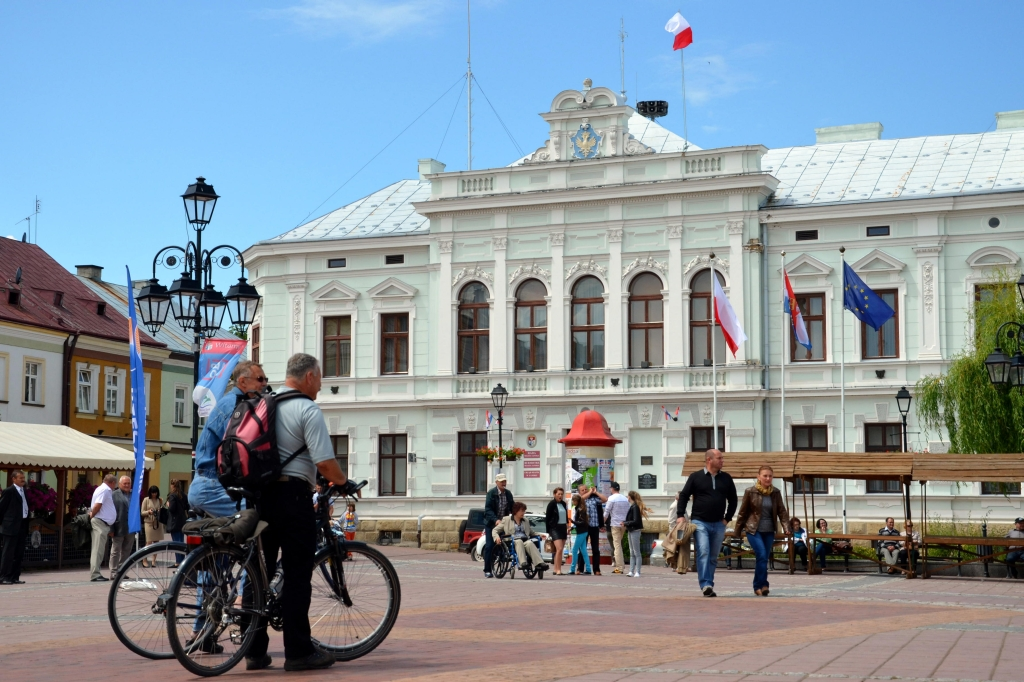
Rynek-Place, à Sanok. (L'hôtel de ville de Sanok)

Sanok est une ville de la voïvodie des Basses-Carpates, dans le sud-est de la Pologne. Elle est le chef-lieu du powiat de Sanok. Sa population s'élevait à 39 375 habitants en 2012.
La ville de Sanok a porté différents noms tout au long de son histoire : Sanik, Sonik, Sanocum.

## Géographie
Sanok est arrosée par la rivière rivière San et se trouve au pied des Carpates orientales.

### Climat
Le climat de Sanok est continental modéré. La température moyenne est de −8 °C en janvier et 22 °C en juin. Le total annuel des précipitations s'élève à 780 mm. La ville connait une période de sécheresse en été.

## Histoire
Situé près de la frontière polono-ukrainienne-slovaque, Sanok est un important centre de commerce. La ville était déjà mentionnée en 1150. En 1339 la ville obtint de duc de Mazovie Georges II de Trojden les droits de Magdebourg, ce qui signifiait le droit de se gouverner elle-même. Les problèmes de la cité devaient être résolus par un conseil élu par les citoyens aisés. Bien que la première mention dans les chroniques est de 981, des fouilles archéologiques en 2002 ont montré qu'il y avait des campements dès le IVe siècle av. J.-C. À l'aube de l'histoire, le territoire fut incorporé dans l'empire de Grande-Moravie puis devint domaine contesté entre deux États émergents : la Pologne pendant le règne de Mieszko Ier, chef des Polanes); et les Rus'. On pense que Mieszko contrôla la région entre 960 et 980. Suivant la chronique de Nestor, en 981 elle fut conquise par le prince Volodymyr, gouverneur de Kiev.
Après sa mort en 1340, les droits de Sanok furent réclamés par son cousin Casimir III de Pologne - Georges II de Trojden, qui envahit avec succès le duché et occupa Sanok en 1340. Sanok était dans l'ombre d'autres villes de la Galicie comme Rzeszów ou Przemysl. De 1340 à 1366, la Pologne s’empare progressivement de la Province Petite-Pologne.
Le Pays de Sanok (pl. Ziemia sanocka) (1366-1772) fut une division administrative du royaume, dans la Voïvodie ruthène. Ce fut une période de prospérité pour la ville jusqu'au milieu du XVIe siècle. La reine Bona Sforza contribua grandement à cette prospérité.
En 1657 le pays fut envahi par les troupes du duc de Transylvanie Georges Ier Rákóczy, et en 1672 par les armées ottomanes de Mehmed IV. En 1772, à la suite de la partition de la Pologne, Sanok devint le chef-lieu du powiat de Sanok dans le royaume de Galicie et Lodomerie.
En 1867, la Galicie, toujours dominée par l'Autriche, obtint une large autonomie et les Polonais bénéficièrent de certaines libertés culturelles, dans l'administration locale et l'éducation.
La population de la ville augmente régulièrement, passant de 4 700 habitants en 1800 à 10 000 habitants au début du XXe siècle. À la veille de la guerre la ville compte environ 15 000 habitants et le canton (powiat) 245 000 habitants sur 2585,6 km².
La communauté juive, présente depuis le XVIe siècle, forme environ 40 % de cette population, dès la fin du XVIIIe siècle. La première synagogue date de 1720 et le mouvement hassidique s’implante rapidement dans la ville et la région.
Après la Première Guerre mondiale, la ville fait l’objet d’un conflit entre la Pologne et l’Ukraine. Le 12 novembre 1918, la ville est entièrement aux mains des Polonais.
L'armée allemande occupe Sanok le 12 septembre 1939, aidée par des troupes slovaques. En octobre plusieurs centaines de Juifs sur les quelque 5 000 qui habitent la ville sont expulsés de l'autre côté du fleuve San, dans le territoire occupé depuis peu par les Soviétiques. En juillet 1941, les Juifs sont regroupés dans un ghetto, qui atteint rapidement 8 000 personnes, avec les Juifs des villes voisines. Le 10 septembre 1942, la plupart des Juifs de Sanok sont expulsés dans le camp de transit de Zaslaw (en). Quelques centaines réussissent à s'échapper, d'autres meurent du fait des conditions de vie difficiles ou du travail forcé dans les carrières. Après que les Allemands ont concentré tous les Juifs de la région à Zaslaw, 4 000 personnes sont envoyées à Belzec. Malades et personnes âgées sont assassinés dans les forêts voisines. En octobre 1942 deux convois supplémentaires sont envoyés à Belzec.
Les années d'après-guerre sont consacrées à la reconstruction de la ville qui compte actuellement 40 000 habitants.

## Économie
Sanok doit son développement à une situation géographique particulièrement intéressante. La ville occupe une position clé dans le couloir reliant les Carpates à la plaine. Elle a été le carrefour de routes commerciales au centre d’une région très fertile. Elle est traversée par le San, un cours d’eau navigable.

## Personnalités liées à la ville
- Grzegorz de Sanok (1406-1477), professeur à l’Académie de Cracovie, archevêque de Léopol
- André Bobola (1591-1657), jésuite et martyr, un des saints-patrons de la Pologne
- Saint Zygmunt Gorazdowski né à Sanok en 1845, canonisé en 2005
- Meir Shapiro (1887-1933), rabbin hassidique, rabbin de Sanok
- Zdzisław Beksiński (1929–2005), peintre, photographe et artiste de fantaisie
- Bartłomiej Rychter (1978- ), écrivain, cadre de banque.

## Sport
- Sentier européen E8
- KH Sanok hockey club

## Jumelages
- Cestas (France)
- Reinheim (Hesse) (Allemagne)
- Fürstenwalde (Allemagne)

## Littérature
- Akta Grodzkie i Ziemskie, Lwów, 1868.
- prof. Adam Fastnacht, Osadnictwo Ziemi Sanockiej, 1946.
- prof. Adam Fastnacht, Slownik Historyczno-Geograficzny Ziemi Sanockiej w Sredniowieczu, Kraków, 2002  (ISBN 83-88385-14-3)